# Lagoa Vermelha
Lagoa Vermelha là một đô thị thuộc bang Rio Grande do Sul, Brasil. Đô thị này có diện tích 1262,225 km², dân số năm 2007 là 27434 người, mật độ 21,73 người/km².